# Die Ahnfrau
Die Ahnfrau (titre français L'Aïeule) est une pièce de Franz Grillparzer.

## Argument
Le vieux comte Zdenko von Borotin parle à sa fille unique. Il est très préoccupé par le fait que Berta est la seule descendante de la maison de Borotin. Il lui raconte que, selon une vieille légende, l'aïeule de la maison fut mariée à un jeune âge, mais n'a pas renoncé à son amour pour un autre homme. Lorsque le mari découvre cela, il tue l'aïeule avec un poignard. La légende continue en disant que l'aïeule doit errer jusqu'à ce que la dernière branche de la maison de Borotin disparaisse. Le comte se plaint que sa femme est morte trop tôt  et que son fils unique s'est noyé à l'âge de trois ans. Tout en disant à sa fille unique, Berta, qu'elle devrait chercher un mari digne, il soupçonne qu'elle l'ait déjà trouvé. Elle confirme ses suppositions parce qu'elle est amoureuse de von Eschen, qui lui a sauvé la vie. Jaromir craint cependant que le comte de Borotin le récompense pour son action avec de l'or ou d'autres trésors, mais pas avec sa fille unique. Mais le vieux comte ne veut pas faire obstacle au bonheur de sa fille. Le comte fait une petite sieste. Quand il se réveille, il pense que Berta est assise à côté de lui. Mais quand il regarde de plus près, il se rend compte que ce n'est pas Berta, mais l'aïeule. Effrayé, il appelle Berta, car il soupçonne qu'elle s'est déguisée comme elle. Mais lorsque le castellan Günter confirme que Berta n'est venue que lorsque le comte l'a appelée, il pense que ce n'était qu'un rêve très réaliste.
Lorsque Jaromir se précipite à bout de souffle dans le couloir, Günther lui demande ce qu'il cherche ici. Il explique qu'il a été persécuté par des voleurs qui ont commis des méfaits dans la forêt voisine. Le comte le rencontre et lui propose de passer la nuit au château.
La nuit suivante, Jaromir se précipite dans la salle avec effroi. Mais dans la peur, il pense avoir vu des fantômes. Un peu détendu, il s'approche de la chambre de Berta et pense que Berta sort par la porte. Mais ce n'est pas Berta, mais l'aïeule. Berta sort de sa chambre et demande à Jaromir ce qui s'est passé. Il montre juste un coin très effrayé où l'aïeule est allée. Mais Berta ne voit rien. Enfin le comte arrive dans la salle, Jaromir essaie d'expliquer ce qu'il a vu. Le comte conseille à Jaromir de fuir tant que cela est encore possible, mais il décide de rester. Du coup on frappe à la porte, le comte accueille le capitaine et lui demande ce qu'il cherche, si tard dans la soirée. Le capitaine dit qu'ils chassent les voleurs. Plus tard, quand tout le monde est parti, Berta est plongée dans ses pensées devant la porte de Jaromir, son désir pour lui devient si grand qu'elle va dans sa chambre. Mais Jaromir est parti et la fenêtre est ouverte.
Le lendemain matin, Berta demande à Jaromir où il était la nuit dernière. D'abord, il essaie de nier son absence, mais ensuite il s'avère être un voleur recherché par le capitaine. Berta a d'abord peur, mais est ensuite persuadée de fuir avec lui. Jaromir doit disparaître immédiatement, cependant, car bientôt les soldats le chercheraient dans tout le château. Avant de partir, il demande une arme à Berta. Étant donné que Berta ne veut pas lui donner d'arme, Jaromir prend simplement un poignard sur le mur malgré l'avertissement de Berta que c'est le poignard qui fut utilisé pour poignarder l'aïeule.
Berta et Günther sont surpris par la triste nouvelle que le comte a été grièvement blessé lors de la chasse aux voleurs. Lorsque le comte gravement blessé est amené dans la salle, il s'avère que Jaromir l'a gravement blessé. Alors que le vieux comte agonise, le capitaine lui apporte un voleur nommé Boleslav qui a quelque chose d'important à lui dire. Boleslav dit qu'il y a 20 ans, il a kidnappé un garçon de trois ans dans le château du comte, le fils du comte, qui se serait noyé. Boleslav l'a élevé comme son propre fils. Le comte se rend compte que Jaromir est son fils, qui l'a gravement blessé avec le poignard ancestral, et se rend compte que la prédiction de l'aïeule s'est réalisée. Désespérée par la mort de son père et la perte de son amant, qui est son frère, Berta se suicide. Jaromir, qui se cache toujours après le combat contre le comte, est retrouvé par Boleslav et informé qu'il est le fils du comte. En désespoir de cause, il trouve enfin Berta morte dans la chambre funéraire du château, où l'aïeule le rencontre. Jaromir la confond d'abord avec Berta, puis tombe sans vie à côté de Berta,  l'aïeule les couvre avec la couverture des morts.

## Source de la traduction
- (de) Cet article est partiellement ou en totalité issu de l’article de Wikipédia en allemand intitulé « Die Ahnfrau » (voir la liste des auteurs).